# Costantino Corti
Costantino Corti (Bellusco, 22 settembre 1823 – Milano, 10 ottobre 1873) è stato uno scultore italiano.

## Biografia

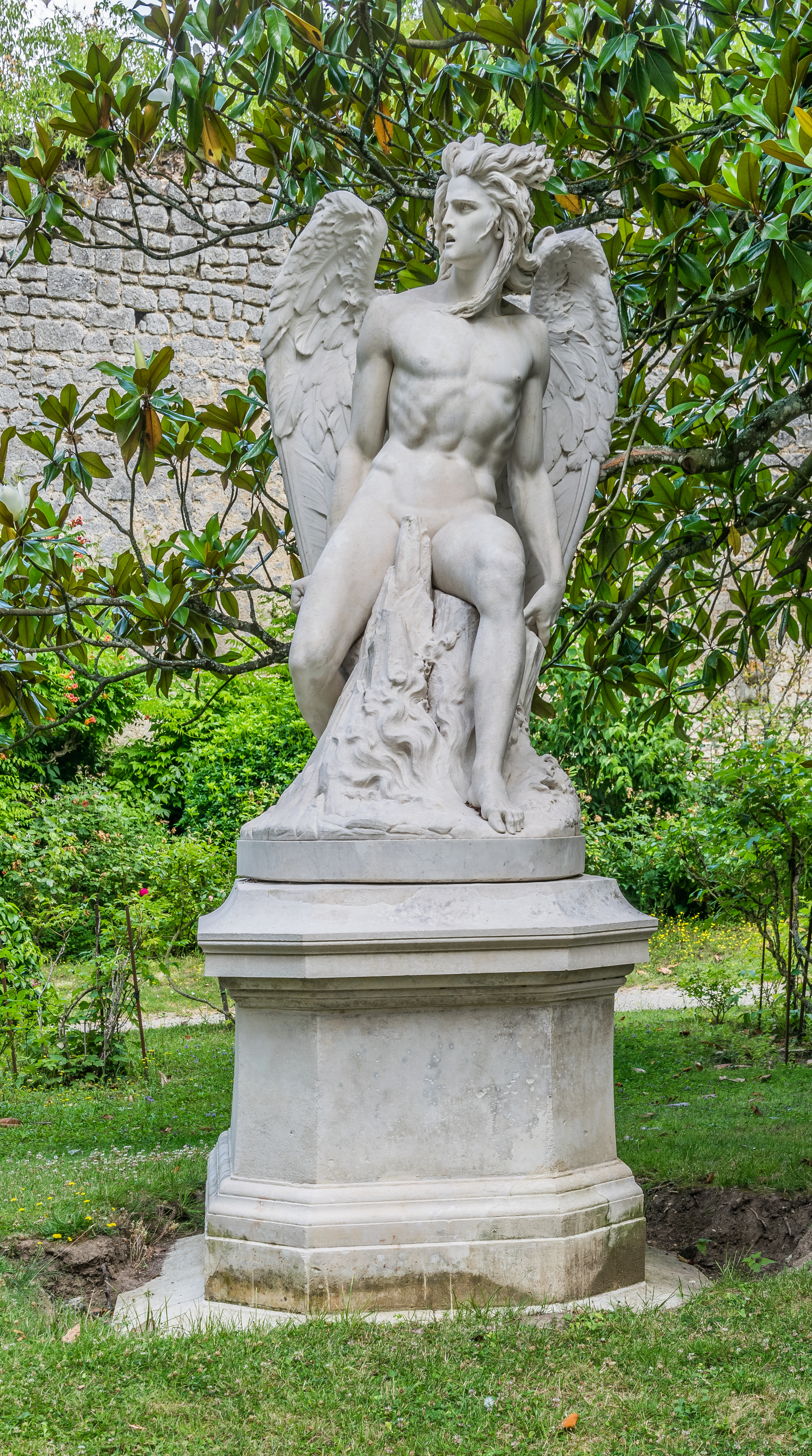
L'Angelo caduto di Costantino Corti nel giardino del Castello di Montrésor.

Nato a Bellusco ma di origini feltrensi, Costantino Corti fu uno degli scultori più affermati del suo tempo. Formatosi presso l'Accademia di Brera, Corti si segnalò per una vivace attività artistica non solo a Milano, ma anche a Firenze, Parigi (ove partecipò all'Esposizione Universale nel 1867) e Londra. Tra le sue opere più note si segnalano una statua dedicata a Lucifero, esposta a Parigi nel 1867, una dedicata al cardinal Federico Borromeo (1865) situata di fronte alla Biblioteca Ambrosiana, e due dedicate a Corradino di Svevia nel 1856. Oltre all'attività in proprio, Corti fu anche professore di scultura a Brera e fu contemporaneo di Pompeo Marchesi.